# Bunus
Bunus (en basque: Bunuze) est une commune française, située dans le département des Pyrénées-Atlantiques en région Nouvelle-Aquitaine.
Le gentilé est Bunuztar,.

## Géographie

### Localisation
La commune de Bunus se trouve dans le département des Pyrénées-Atlantiques, en région Nouvelle-Aquitaine.
Elle se situe à 106 km par la route de Pau, préfecture du département, à 65 km de Bayonne, sous-préfecture, et à 21 km de Saint-Palais, bureau centralisateur du canton du Pays de Bidache, Amikuze et Ostibarre dont dépend la commune depuis 2015 pour les élections départementales.
La commune fait en outre partie du bassin de vie de Saint-Jean-Pied-de-Port.
Les communes les plus proches sont : 
Saint-Just-Ibarre (2,1 km), Ibarrolle (2,3 km), Larceveau-Arros-Cibits (3,3 km), Juxue (3,5 km), Ostabat-Asme (5,1 km), Hosta (5,9 km), Arhansus (6,0 km), Gamarthe (6,0 km).
Sur le plan historique et culturel, Bunus fait partie de la province de la Basse-Navarre, un des sept territoires composant le Pays basque,. La Basse-Navarre en est la province la plus variée en ce qui concerne son patrimoine, mais aussi la plus complexe du fait de son morcellement géographique. Depuis 1999, l'Académie de la langue basque ou Euskalzaindia divise la Basse-Navarre en six zones,. La commune est dans le pays d’Ostabarret (Oztibarre), à l’est de ce territoire.

### Communes limitrophes
Les communes limitrophes sont Ibarrolle, Juxue, Larceveau-Arros-Cibits et Saint-Just-Ibarre.
| Larceveau-Arros-Cibits |       | Juxue             |
|                        | Bunus |                   |
| Ibarrolle              |       | Saint-Just-Ibarre |

### Géologie, sismicité
La région est une région de flyschs du Crétacé supérieur, très épais (plusieurs kilomètres) et à fort pendage avec des dépôts alluvionnaires (sables et argiles surmontés de limons) du quaternaire le long de la Bidouze,. Ce type de terrain est peu propice aux captages d'eau, inexistants sur la commune qui est alimentée par les sources Zahagui et Hastokia à Hosta et Ur Belcha à Musculdy dépendantes du massif karstique des Arbailles.
La région est située en zone sismique 4 correspondant à un risque moyen. Les évènements récents (depuis 1980) les plus importants se sont produits en 2000, 2002 et 2004. Situés à 2 et 5 km de profondeur, leur magnitude était ML=2,0, donc trop faibles pour être ressentis.

### Hydrographie

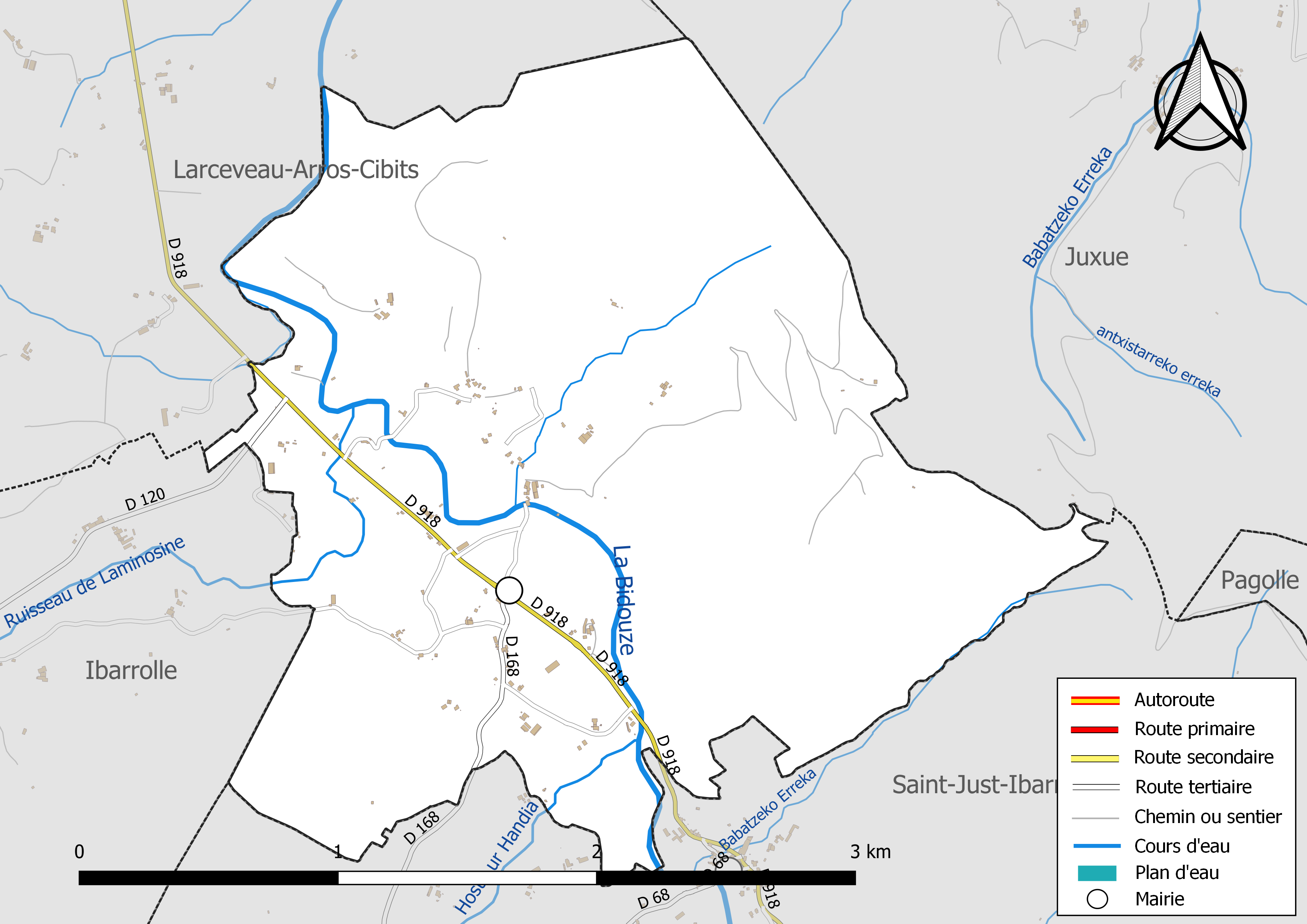
Réseaux hydrographique et routier de Bunus.

La commune est drainée par la Bidouze, Hosta ur Handia, le ruisseau de Laminosine, Babatzeko erreka, et par divers petits cours d'eau, constituant un réseau hydrographique de 8 km de longueur totale,.
La Bidouze, d'une longueur totale de 82,2 km, prend sa source dans la commune d'Aussurucq et s'écoule du sud vers le nord. Elle traverse la commune et se jette dans l'Adour à Guiche, après avoir traversé 26 communes.

### Climat
Pour des articles plus généraux, voir Climat de la Nouvelle-Aquitaine et Climat des Pyrénées-Atlantiques.
Historiquement, la commune est exposée à un micro climat océanique basque.  
En 2020, Météo-France publie une typologie des climats de la France métropolitaine dans laquelle la commune est exposée à un climat de montagne et est dans la région climatique Pyrénées atlantiques, caractérisée par une pluviométrie élevée (>1 200 mm/an) en toutes saisons, des hivers très doux (7,5 °C en plaine) et des vents faibles.
Pour la période 1971-2000, la température annuelle moyenne est de 13,5 °C, avec une amplitude thermique annuelle de 13,3 °C. Le cumul annuel moyen de précipitations est de 1 559 mm, avec 12,1 jours de précipitations en janvier et 9 jours en juillet. Pour la période 1991-2020, la température moyenne annuelle observée sur la station météorologique la plus proche, située sur la commune de Bustince-Iriberry à 10 km à vol d'oiseau, est de 13,9 °C et le cumul annuel moyen de précipitations est de 1 327,4 mm,. Pour l'avenir, les paramètres climatiques de la commune estimés pour 2050 selon différents scénarios d’émission de gaz à effet de serre sont consultables sur un site dédié publié par Météo-France en novembre 2022.

### Milieux naturels et biodiversité

#### Réseau Natura 2000
Le réseau Natura 2000 est un réseau écologique européen de sites naturels d'intérêt écologique élaboré à partir des Directives « Habitats » et « Oiseaux », constitué de zones spéciales de conservation (ZSC) et de zones de protection spéciale (ZPS).
Un site Natura 2000 a été défini sur la commune au titre de la « directive Habitats » : « la Bidouze (cours d'eau) », d'une superficie de 2 570 ha, un vaste réseau hydrographique drainant les coteaux du Pays basque,.

#### Zones naturelles d'intérêt écologique, faunistique et floristique
L’inventaire des zones naturelles d'intérêt écologique, faunistique et floristique (ZNIEFF) a pour objectif de réaliser une couverture des zones les plus intéressantes sur le plan écologique, essentiellement dans la perspective d’améliorer la connaissance du patrimoine naturel national et de fournir aux différents décideurs un outil d’aide à la prise en compte de l’environnement dans l’aménagement du territoire.
Deux ZNIEFF de type 2 sont recensées sur la commune, : 
- les « landes, bois et prairies du bassin de la Bidouze » (11 263,46 ha), couvrant 25 communes du département[31] ;
- le « réseau hydrographique de la Bidouze et annexes hydrauliques » (2 867,4 ha), couvrant 30 communes dont 1 dans les Landes et 29 dans les Pyrénées-Atlantiques[32].

## Urbanisme

### Typologie
Au 1er janvier 2024, Bunus est catégorisée commune rurale à habitat dispersé, selon la nouvelle grille communale de densité à sept niveaux définie par l'Insee en 2022.
Elle est située hors unité urbaine et hors attraction des villes,.

### Occupation des sols

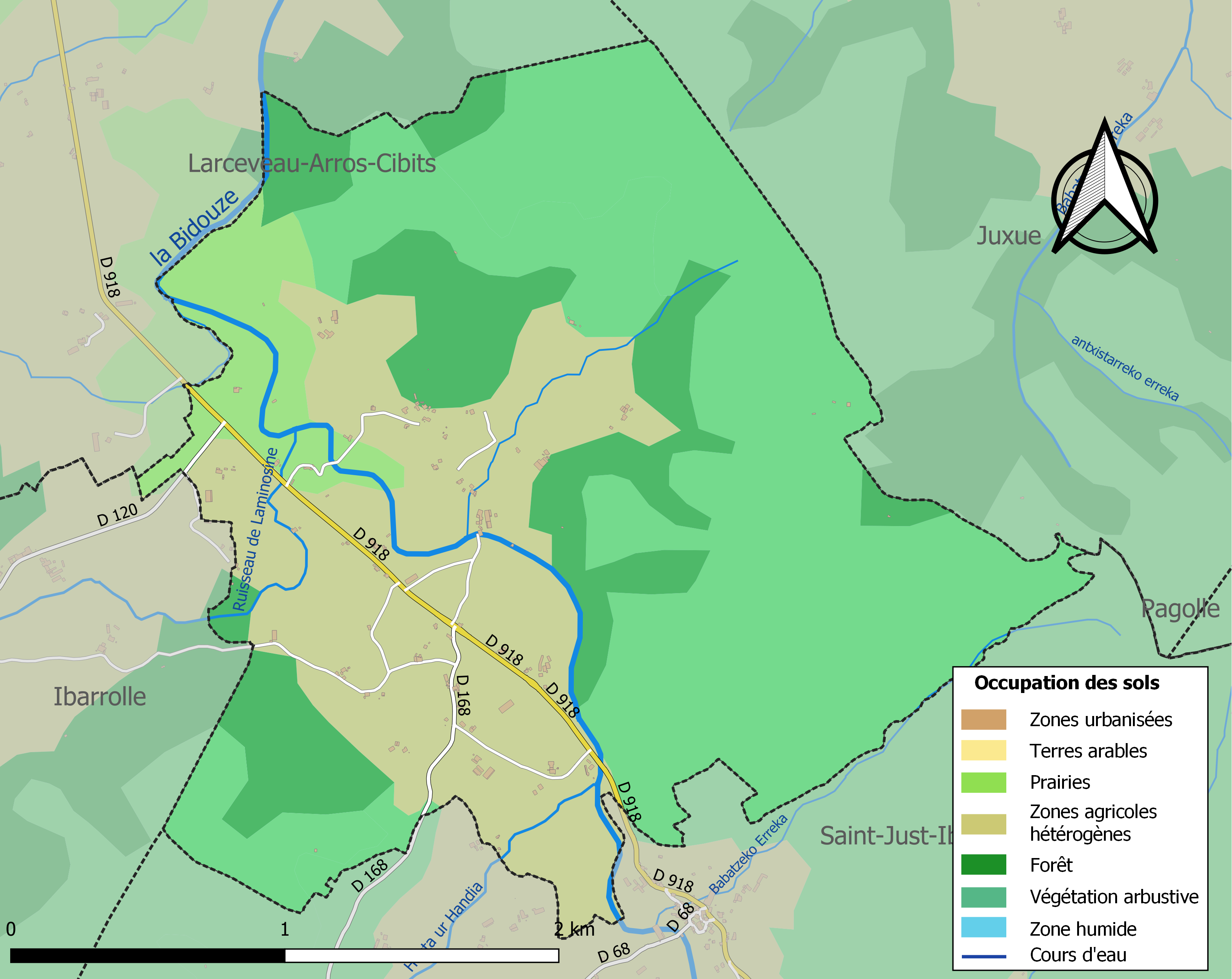
Carte des infrastructures et de l'occupation des sols de la commune en 2018 (CLC).

L'occupation des sols de la commune, telle qu'elle ressort de la base de données européenne d’occupation biophysique des sols Corine Land Cover (CLC), est marquée par l'importance des forêts et milieux semi-naturels (63,9 % en 2018), une proportion identique à celle de 1990 (63,9 %). La répartition détaillée en 2018 est la suivante : 
milieux à végétation arbustive et/ou herbacée (47,5 %), zones agricoles hétérogènes (29,7 %), forêts (16,4 %), prairies (6,3 %). L'évolution de l’occupation des sols de la commune et de ses infrastructures peut être observée sur les différentes représentations cartographiques du territoire : la carte de Cassini (XVIIIe siècle), la carte d'état-major (1820-1866) et les cartes ou photos aériennes de l'IGN pour la période actuelle (1950 à aujourd'hui).

### Lieux-dits et hameaux
- Elizatea ou Elliçathia ;
- Plazagaïna ou Plaçagagna.

### Logement
En 2018 les 74 résidences se partagent en 61 maisons (81,6%) et 14 appartements (18,4%). Le nombre moyen de pièces est de 6,0 pour les maisons et 4,0 pour les appartements.
|             | nombre | pourcentage |
| ----------- | ------ | ----------- |
| résidences  | 74     | ---         |
| principales | 55     | 74,3        |
| secondaires | 14     | 18,9        |
| vacantes    | 5      | 6,8         |

|            | nombre | pourcentage |
| ---------- | ------ | ----------- |
| avant 1919 | 17     | 32,1        |
| 1919-1945  | 9      | 16,1        |
| 1946-1970  | 9      | 16,1        |
| 1971-1990  | 6      | 10,7        |
| 1991-2005  | 5      | 8,9         |
| 2006-2015  | 9      | 16,1        |

### Voies de communication et transports

#### Histoire
La D 918 entre Larceveau et Mauléon s'est appelée RD 2 jusqu'en 1933. Devenue nationale, elle a été déclassée dans les années 70.
Le tronçon Cibits - col d'Osquich a été entièrement modifié à la fin du XVIIIe siècle, en particulier au niveau de Bunus.
En 1881 une ligne de tramway à voie métrique est envisagée entre Saint-Palais et Saint-Jean-Pied-de-Port avec un embranchement à Larceveau vers Bunus et Saint-Just. En 1912 la ligne est déclarée d'intérêt public et les expropriations commencent en 1914. La première guerre mondiale provoquera l'arrêt du projet.

#### Actuellement
Saint-Just-Ibarre est desservie par la route départementale D 918 Musculdy-Larceveau, par la D 120 vers Ibarrolle, ainsi que par la D168 vers Hosta.
La gare TER la plus proche est celle de Saint-Jean-Pied-de-Port à 20,9 km (ligne Saint-Jean-Pied-de-Port - Bayonne). La gare TGV la plus proche est celle d'Orthez à 56,4 km (ligne Tarbes - Paris Montparnasse).
L'aéroport le plus proche est celui de Biarritz-Pays Basque à 65,3 km.
93 % des ménages ont au moins une voiture et 54,4 % en ont deux ou plus en 2018. Les transports utilisés en 2018 pour se rendre au travail sont les suivants :
| pas de déplacement        | 25,9 % |
| marche, roller, patinette | 1,7 %  |
| vélo (y compris VAE)      | 1,7 %  |
| 2 roues motorisées        | 0      |
| voiture                   | 70,7 % |
| transport en commun       | 0      |

### Risques majeurs
Le territoire de la commune de Bunus est vulnérable à différents aléas naturels : météorologiques (tempête, orage, neige, grand froid, canicule ou sécheresse), inondations, feux de forêts et séisme (sismicité moyenne). Un site publié par le BRGM permet d'évaluer simplement et rapidement les risques d'un bien localisé soit par son adresse soit par le numéro de sa parcelle.
Certaines parties du territoire communal sont susceptibles d’être affectées par le risque d’inondation par une crue torrentielle ou à montée rapide de cours d'eau, notamment la Bidouze. La commune a été reconnue en état de catastrophe naturelle au titre des dommages causés par les inondations et coulées de boue survenues en 1982, 1983, 2008, 2009 et 2014,.
Bunus est une des communes françaises les plus exposées au risque de feu de forêt : entre 2008 et 2024, 4.9% de son territoire a brûlé chaque année en moyenne. En 2020, le premier plan de protection des forêts contre les incendies (PDPFCI) a été adopté pour la période 2020-2030. La réglementation des usages du feu à l’air libre et les obligations légales de débroussaillement dans le département des Pyrénées-Atlantiques font l'objet d'une consultation de public ouverte du 16 septembre au 7 octobre 2022,.

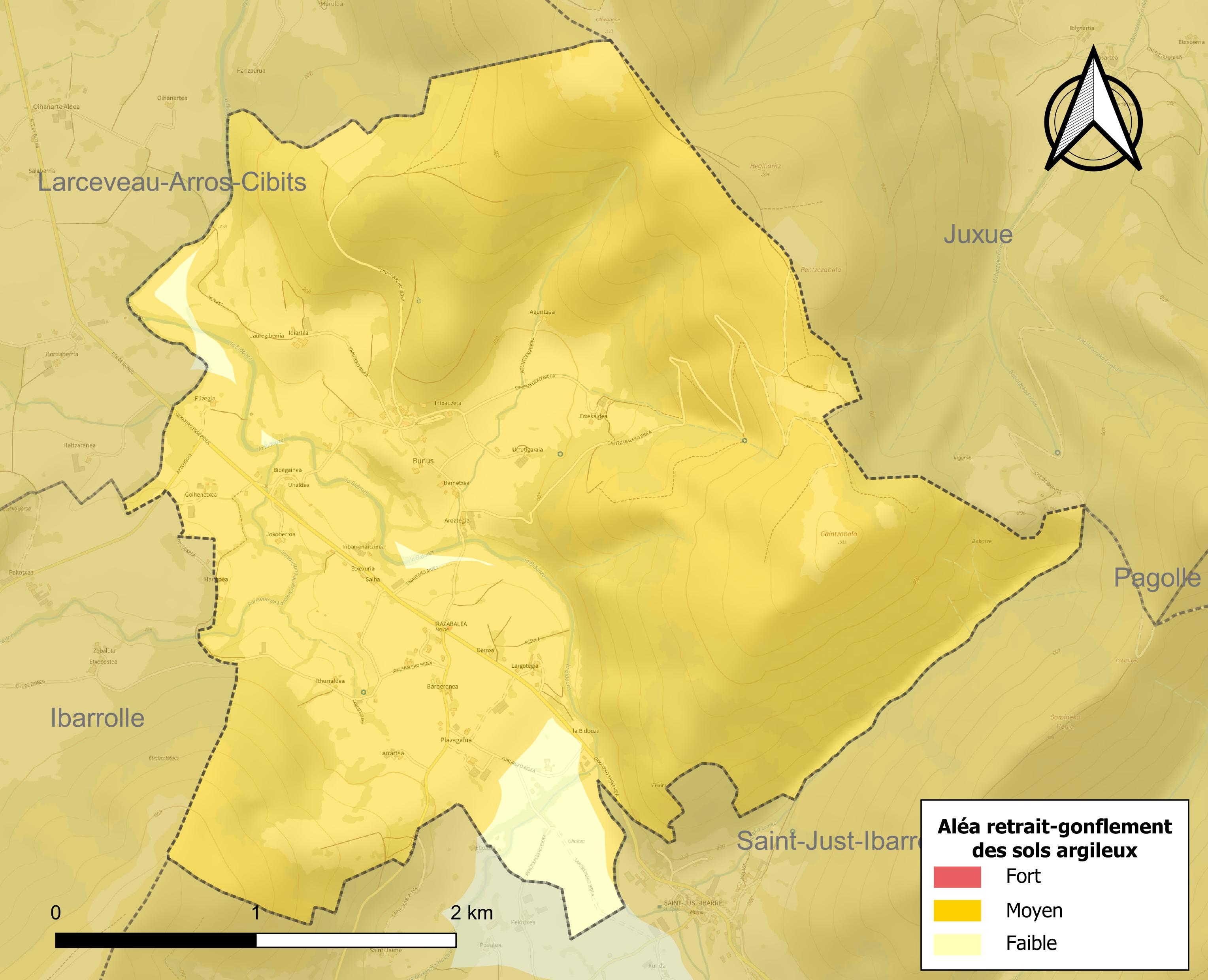
Carte des zones d'aléa retrait-gonflement des sols argileux de Bunus.

Le retrait-gonflement des sols argileux est susceptible d'engendrer des dommages importants aux bâtiments en cas d’alternance de périodes de sécheresse et de pluie. 96,2 % de la superficie communale est en aléa moyen ou fort (59 % au niveau départemental et 48,5 % au niveau national). Depuis le 1er octobre 2020, en application de la loi ELAN, différentes contraintes s'imposent aux vendeurs, maîtres d'ouvrages ou constructeurs de biens situés dans une zone classée en aléa moyen ou fort,.

## Toponymie

### Attestations anciennes
Le toponyme Bunus est documenté sous la forme Bunes (1365) ainsi que sous les formes Bunos (1439, notaires de Labastide-Villefranche) et 
Bunuz (1621, Martin Biscay).

### Étymologie
Bunus a suivi l'évolution d'un ancien Bun-oz, Munhoz qui signifie simplement « hauteurs » ou « collines » (de la racine basque bun-/mun- « colline » ; voir aussi le village de Bun).

### Graphie basque
Son nom basque actuel est Bunuze,.

## Histoire
Bunus, comme toute la région, est peuplée à l'époque protohistorique comme en témoigne les vestiges d'un tumulus au sommet du Gainzale.
Au Moyen Âge on voit apparaître un certain nombre de maisons nobles : Elissagaray (1350 eliçagaray), Jaureguy (1301 la salle de Jauregi, 1350 la salle de bunos, 1365 iaureg(ui)), Garat (1304 garat de bunos).
Les tentatives de réunion avec les communes avoisinantes, en particulier Ibarrolle échoueront une première fois dans la période 1841-1842, période durant laquelle ont lieu de nombreuses fusions dans la région. Il y aura un nouvel échec du projet en 1973.
Dans la seconde moitié du XIXe siècle de nombreux basques tentent l'expatriation vers l'Amérique du sud. Bunus est touché par le phénomène puisqu'une quarantaine de ses habitants tentent l'aventure, soit plus de 10 % de la population.
La Première Guerre mondiale entraîne une hécatombe d'hommes jeunes puisque 8 d'entre eux meurent. Cela représente environ un quart des hommes de la tranche 21-49 ans susceptibles de porter une arme.

## Héraldique
Le blason est celui des Elissagaray.
| Blason | Blasonnement : Ecartelé, aux 1 et 4 d'azur à trois colombes d'argent, aux 2 et 3 de gueules à la croix d'argent, sur le tout : de gueules à trois chevrons d'or. |

## Politique et administration

### Administration
| Période                                  | Période  | Identité                         | Étiquette | Qualité                         |
| ---------------------------------------- | -------- | -------------------------------- | --------- | ------------------------------- |
| 1797 (an IV)                             | 1797     | Arnaud Etchebarne                |           | maire, agent municipal          |
| 1798 (an V)                              | 1798     | Etchebarne                       |           | agent municipal                 |
| 1798 (an V)                              | 1798     | Bernard d'Elissagaray            |           | agent municipal                 |
| 1800 (an VII)                            | 1802     | Arnaud Daguerre                  |           | agent municipal                 |
| 1802 (an IX)                             | 1802     | Bernard Elissagaray              |           |                                 |
| 1803 (an X)                              | 1827     | Sauveur Dindaburu                |           |                                 |
| 1831                                     | 1841     | Sauveur Dindaburu                |           |                                 |
| 1841                                     | 1845     | Guillaume Astabie                |           | démissionnaire                  |
| 1845                                     | 1846     | Arnaud Idiart                    |           | intérimaire                     |
| 1846                                     | 1850     | Pierre-Honoré Dindaburu          |           | révoqué par décision de justice |
| 1850                                     | 1850     | Sébastien Villeneuve             |           | intérimaire                     |
| 1850                                     | 1851     | Arnaud Idiart                    |           |                                 |
| 1851                                     | 1852     | Dominique Astabie Berho          |           | démissionnaire                  |
| 1852                                     | 1876     | Arnaud Idiart dit Ibarneaintcine |           |                                 |
| 1876                                     | 1881     | Dominique Indaburu               |           |                                 |
| 1881                                     | 1888     | Pierre Espellet                  |           |                                 |
| 1888                                     | 1892     | Dominique Etcheberry             |           |                                 |
| 1892                                     | 1919     | Jean Espellet                    |           |                                 |
| 1919                                     | 1919     | Pierre Bidaury                   |           |                                 |
| 1919                                     | 1945     | Jean Bacho                       |           |                                 |
| 1945                                     | 1964     | Arnaud Caillabet                 |           |                                 |
| 1964                                     | 1983     | Bernard Ithurralde               |           |                                 |
| 1983                                     | 2001     | Laurent Ithurralde               |           | commerçant                      |
| 2001                                     | 2008     | Jean-Marie Astabie               | DVD       | agriculteur                     |
| 2008                                     | En cours | Eric Ithurralde                  |           | commerçant                      |
| Les données manquantes sont à compléter. |          |                                  |           |                                 |

### Intercommunalité
Bunus appartient à six structures intercommunales :
- la communauté d'agglomération du Pays Basque ;
- le syndicat AEP de l'Ostabaret ;
- le syndicat d’énergie des Pyrénées-Atlantiques ;
- le syndicat intercommunal pour l'aménagement et la gestion de l'abattoir de Saint-Jean-Pied-de-Port ;
- le syndicat intercommunal pour le soutien à la culture basque ;
- le syndicat pour le fonctionnement des écoles d'Ostibarret.

## Population et société

### Démographie
Le recensement à caractère fiscal de 1412-1413, réalisé sur ordre de Charles III de Navarre, comparé à celui de 1551 des hommes et des armes qui sont dans le présent royaume de Navarre d'en deçà les ports, révèle une démographie en forte croissance. Le premier indique à Bunus la présence de 8 feux, le second de 39 feux.
L'évolution du nombre d'habitants est connue à travers les recensements de la population effectués dans la commune depuis 1793. Pour les communes de moins de 10 000 habitants, une enquête de recensement portant sur toute la population est réalisée tous les cinq ans, les populations de référence des années intermédiaires étant quant à elles estimées par interpolation ou extrapolation. Pour la commune, le premier recensement exhaustif entrant dans le cadre du nouveau dispositif a été réalisé en 2005.

En 2022, la commune comptait 134 habitants, en évolution de +2,29 % par rapport à 2016 (Pyrénées-Atlantiques : +3,78 %, France hors Mayotte : +2,11 %).
| 1793 | 1800 | 1806 | 1821 | 1831 | 1836 | 1841 | 1846 | 1851 |
| ---- | ---- | ---- | ---- | ---- | ---- | ---- | ---- | ---- |
| 360  | 180  | 308  | 292  | 390  | 398  | 352  | 377  | 317  |

| 1856 | 1861 | 1866 | 1872 | 1876 | 1881 | 1886 | 1891 | 1896 |
| ---- | ---- | ---- | ---- | ---- | ---- | ---- | ---- | ---- |
| 290  | 272  | 306  | 295  | 285  | 238  | 224  | 217  | 229  |

| 1901 | 1906 | 1911 | 1921 | 1926 | 1931 | 1936 | 1946 | 1954 |
| ---- | ---- | ---- | ---- | ---- | ---- | ---- | ---- | ---- |
| 263  | 237  | 252  | 202  | 226  | 213  | 204  | 193  | 170  |

| 1962 | 1968 | 1975 | 1982 | 1990 | 1999 | 2005 | 2006 | 2010 |
| ---- | ---- | ---- | ---- | ---- | ---- | ---- | ---- | ---- |
| 189  | 189  | 173  | 162  | 151  | 139  | 143  | 139  | 152  |

| 2015 | 2020 | 2022 | - | - | - | - | - | - |
| ---- | ---- | ---- | - | - | - | - | - | - |
| 134  | 133  | 134  | - | - | - | - | - | - |

## Économie

### Emploi et revenus
En 2019 le revenu médian par unité de consommation est de 18 850 € contre 22 040 € pour l'ensemble des Français.
En 2018 les résidents occupent 69 emplois dont 56 sont situés sur la commune. Ils se répartissent de la façon suivante :
| salarié     | 30 | fonction publique, CDI | 29  |
|             |    | CDD                    | 1   |
|             |    | Emploi aidé            | --- |
|             |    | apprentissage, stage   | --- |
| non-salarié | 26 | indépendant            | 14  |
|             |    | employeur              | 13  |
|             |    | aide familial          | --- |

L'activité est principalement agricole. La commune fait partie de la zone d'appellation de l'ossau-iraty.

## Enseignement
La commune dispose d'une école élémentaire publique fonctionnant dans le cadre d'un regroupement pédagogique avec Saint-Just-Ibarre et Ibarrolle.

### Associations, animation
L'association Supastera organise chaque année à la fin août « les entretiens d’Inxauseta », manifestation consacrée au logement en France à laquelle participent les personnalités françaises du domaine, professionnels et politiques.

## Culture locale et patrimoine
Langues
D'après la Carte des Sept Provinces Basques éditée en 1863 par le prince Louis-Lucien Bonaparte, le dialecte basque parlé à Bunus est le bas-navarrais oriental.
Structure du village
Le village est scindé en deux par la départementale D 918. D'un côté, l'on trouve le bâtiment de l'école communale qui abrite également la mairie, des habitations, des champs de maïs et le bourg du village avec son fronton et son église entourée du cimetière. De l'autre côté de la route, se trouvent la boulangerie et le petit café du village. Ce côté regroupe également différents corps d'artistes-artisans : un menuisier et un potier. Le village est rythmé par la vie agricole : troupeaux de brebis et de vaches font partie intégrante du paysage.

### Patrimoine civil
- La maison de maître dite maison Lafaurie[78] date du XVIIe siècle.
- Les moulins d'Espil[Carte 8] et d'Etchebarne[Carte 9] sur la Bidouze ont été transformés en habitations. Le moulin Etchebers qui figure sur le cadastre napoléonien[Carte 9] a disparu[79].

### Patrimoine religieux
L'église Saint-Jean-Baptiste date du  XVIIe siècle. Elle remplace dans le diocèse l'église Saint-Martin qui existait depuis le XIIe siècle au lieu-dit Elizatea, vraisemblablement détruite par les troupes de Gabriel Ier de Montgommery durant la 3ème guerre de religion.

## Personnalités liées à la commune
- Bernard Birsinger, né en 1954 à Paris et décédé en 2006 à Bunus, est un homme politique français, qui fut membre du Parti communiste français, maire de Bobigny et député de la Seine-Saint-Denis.

## Pour approfondir